# Списак епизода серије Бележница смрти
Бележница смрти (јап. デスノート, Desu Nōto) јапанска је анимирана серија и адаптација манге Бележница смрти. Серију је анимирао студио Madhouse и оригинално се емитовала у Јапану од 4. октобра 2006. до 27. јуна 2007. године, са укупно 37 епизода. Прича прати средњошколца Лајта Јагамија који помоћу тајанствене свеске убија свакога чије име запише у њу. 
У Србији, серија се у титлованом облику емитовала 2009. године на каналу Ултра. Иако је наслов манге код нас преведен као „Бележница смрти,“ за серију се користи име „Књига смрти,” као и енглески назив „Death Note”. Серија је титлована и емитована пре него што је манга доспела на српско тржиште.  

## Списак епизода
| Део I  |                         |                           |                 |                              |                    |
| 1      | Поновно рођење (新世界) | Тецуро Араки Кеј Цунемацу | Тошики Иноуе    | Тецуро Араки                 | 4. октобар 2006.   |
| 2      | Сукоб (対決)            | Томохико Ино              | Тошики Иноуе    | Џуничи Такаока               | 11. октобар 2006.  |
| 3      | Обрачун (取引)          | Хиројуки Цучија           | Тошики Иноуе    | Сато Шинџи                   | 18. октобар 2006.  |
| 4      | Потера (追跡)           | Наојасу Ханју             | Тошики Иноуе    | Такаши Ано                   | 25. октобар 2006.  |
| 5      | Тактика (駆引)          | Мицухиро Јонеда           | Тошики Иноуе    | Мицухиро Јонеда              | 1. новембар 2006.  |
| 6      | Откривање (綻び)        | Ојунаму                   | Јасуко Кобајаши | Масато Бешо                  | 8. новембар 2006.  |
| 7      | Наоблачење (曇天)       | Томохико Ито              | Шоџи Јонемура   | Тошио Хирата                 | 15. новембар 2006. |
| 8      | Сјај (目線)             | Масато Бешо               | Тошики Иноуе    | Масато Бешо                  | 22. новембар 2006. |
| 9      | Сусрет (接触)           | Јукио Оказаки             | Тошики Иноуе    | Мичио Фукуда                 | 29. новембар 2006. |
| 10     | Сумња (疑惑)            | Шинџи Осамура             | Тошики Иноуе    | Џуничи Такаока               | 6. децембар 2006.  |
| 11     | Напад (突入)            | Наојасу Ханју             | Шоџи Јонемура   | Макото Мацуо                 | 13. децембар 2006. |
| 12     | Љубав (恋心)            | Хиројуки Цучија           | Тошики Иноуе    | Такаши Ано                   | 27. децембар 2006. |
| 13     | Признање (告白)         | Мицухиро Јонеда           | Тошики Иноуе    | Мичио Фукуда                 | 10. јануар 2007.   |
| 14     | Пријатељ (友達)         | Томохико Ито              | Шоџи Јонемура   | Томохико Ито                 | 17. јануар 2007.   |
| 15     | Опклада (賭け)          | Ојунаму                   | Јасуко Кобајаши | Такаши Ано                   | 24. јануар 2007.   |
| 16     | Одлука (決断)           | Масато Бешо               | Тошики Иноуе    | Тошио Хирата                 | 31. јануар 2007.   |
| 17     | Егзекуција (執行)       | Рјосуке Накамура          | Тошики Иноуе    | Рјосуке Накамура             | 7. фебруар 2007.   |
| 18     | Савезник (仲間)         | Шинџи Осамура             | Шоџи Јонемура   | Шинсаку Сасаки               | 14. фебруар 2007.  |
| 19     | Мацуда (松田)           | Еико Ниши                 | Јасуко Кобајаши | Мичио Фукуда                 | 21. фебруар 2007.  |
| 20     | Замена (姑息)           | Хиројуки Цучија           | Тошики Иноуе    | Сеико Сајама                 | 28. фебруар 2007.  |
| 21     | Представа (活躍)        | Мицухиро Јонеда           | Тошики Иноуе    | Мицухиро Јонеда Тецуро Араки | 7. март 2007.      |
| 22     | Усмеравање (誘導)       | Наото Хашимото            | Тошики Иноуе    | Сајо Јамамото                | 14. март 2007.     |
| 23     | Махнитост (狂騒)        | Томохико Ито              | Шоџи Јонемура   | Јузо Сато                    | 21. март 2007.     |
| 24     | Оживљавање (復活)       | Хисато Шимода             | Шоџи Јонемура   | Минору Охара                 | 28. март 2007.     |
| 25     | Тишина (沈黙)           | Мицујуки Масухара         | Тошики Иноуе    | Тецуро Араки                 | 4. април 2007.     |
| 26     | Обнова (再生)           | Томохико Ито              | Томохико Ито    | Томохико Ито                 | 11. април 2007.    |
| Део II |                         |                           |                 |                              |                    |
| 27     | Отмица (誘拐)           | Томио Јамаучи             | Тошики Иноуе    | Сеико Сајама                 | 18. април 2007.    |
| 28     | Нестрпљење (焦燥)       | Еико Ниши                 | Тошики Иноуе    | Мичио Фукуда                 | 25. април 2007.    |
| 29     | Отац (父親)             | Томохико Ито              | Тошики Иноуе    | Шинсаку Сасаки               | 2. мај 2007.       |
| 30     | Правда (正義)           | Хидеки Ито                | Шоџи Јонемура   | Рјосуке Накамура             | 9. мај 2007.       |
| 31     | Трансфер (移譲)         | Хисато Шимода             | Јасуко Кобајаши | Тору Такахаши                | 16. мај 2007.      |
| 32     | Избор (選択)            | Хиронобу Аојаги           | Јасуко Кобајаши | Сеико Сајама                 | 23. мај 2007.      |
| 33     | Презир (嘲笑)           | Тецухито Саито            | Шоџи Јонемура   | Сеико Сајама                 | 30. мај 2007.      |
| 34     | Праћење (虎視)          | Еико Ниши                 | Шоџи Јонемура   | Минору Охара                 | 6. јун 2007.       |
| 35     | Злоба (殺意)            | Томохико Ито              | Тошики Иноуе    | Томохико Ито                 | 13. јун 2007.      |
| 36     | 28.01 1.28              | Такајуки Хирао            | Тошики Иноуе    | Сеико Сајама                 | 20. јун 2007.      |
| 37     | Нов свет (新世界)       | Тецуро Араки              | Тошики Иноуе    | Тецуро Араки                 | 27. јун 2007.      |

## Специјали
Епизоде су, са мањим додацима, касније препаковане у два специјала, у трајању од два сата. Први специјал, Death Note: Relight: Visions of a God, емитован је 31. августа 2007. године, док је други, Death Note: Relight 2: L's Successors, изашао 22. августа 2008. године. Ови специјали нису преведени на српски језик.
| Бр. еп. | Енглески наслов / Јапански наслов                        | Редитељ      | Сценариста                                              | Сторибордиста             | Премијера        |
| ------- | -------------------------------------------------------- | ------------ | ------------------------------------------------------- | ------------------------- | ---------------- |
| 1       | (ディレクターズカット完全決着版 〜リライト·幻視する神〜) | Тецуро Араки | Тошики Иноуе Шоџи Јонемура Јасуко Кобајаши              | Тецуро Араки              | 31. август 2007. |
| 2       | (リライト2 Lを継ぐ者)                                    | Хидеки Иноуе | Тошики Иноуе Тецуро Араки Шоџи Јонемура Јасуко Кобајаши | Тецуро Араки Хидеки Иноуе | 22. август 2008. |

## Српско ДВД издање
| ДВД | ДВД | Епизоде | Година издања | Реф.  |
| --- | --- | ------- | ------------- | ----- |
|     | 1   | 1–4     | 2009.         | [ 7 ] |